# العصور الزمنية لمنطقة فلسطين
يلخص الجدول التالي الفترات الزمنية الرئيسية في تاريخ منطقة فلسطين/أرض الميعاد، بما فيها من أحداث رئيسية في كل فترة زمنية.
| الفترة (العصر الأثري)                                       | اسم الفترة                                 | النظام الحاكم                                                               | أسماء المناطق | الأحداث الكبرى |
| ----------------------------------------------------------- | ------------------------------------------ | --------------------------------------------------------------------------- | --- | --- |
| 4000 - 3300 قبل الميلاد (العصر النحاسي)                     | ما قبل التاريخ                             |                                                                             | | - الاستخدام الأولي للنحاس، أصبحت الزراعة أساس الاقتصاد، وتشكيل المدن الأولى. |
| 3300-1000 قبل الميلاد (العصر البرونزي والعصر الحديدي الأول) | الفترة الكنعانية والمصرية                  | الكنعانيون / المملكة المصرية الحديثة                                        | كنعان / دجي | - التحصين الأولي للمدن، استخدم الناس البرونز، والاستخدام الأولي لأنظمة الكتابة. يتميز العصر البرونزي المتأخر بدول-مدن فردية وهيمنة مصر. - 1700 ق.م: فترة البطاركة في المنطقة (مصادر توراتية فقط) - ج. 1550-1400 ق.م: قامت المملكة المصرية الحديثة بتوحيد مصر وتوسعت في المشرق تحت حكم أحمس الأول وتحتمس الأول - ج. 1330 ق.م: رسائل تل العمارنة بين حكام تابعين للكنعانيين وأمنحتب الثالث - 1178 ق.م: تمثل معركة دجي (كنعان) بين رمسيس الثالث وشعوب البحرر بداية تراجع قوة المملكة الحديثة في المشرق خلال انهيار العصر البرونزي. |
| 1000-732 قبل الميلاد (العصر الحديدي 2 A+B)                  | فترة بني إسرائيل                           | إسرائيل القديمة ويهوذا                                                      | مملكة إسرائيل (النظام الملكي الموحد) / مملكة إسرائيل (السامرة) / مملكة يهوذا / فلسطيا / المناطق الإقليمية لشبه الجزيرة العربية، أدوم، فينيقيا | - انهيار المدن الكنعانية وزيادة الاستيطان في بلاد التلال وشرق الأردن - 1030-930 قبل الميلاد: مملكة إسرائيل الموحدة: مملكة شاؤول وإيشبوشث وداود وسليمان (المصادر التوراتية فقط، التواريخ تقديرية). - 928 قبل الميلاد: تنقسم المملكة إلى مملكتين: إسرائيل في الشمال ويهوذا (تحتوي على القدس) في الجنوب. (المصادر الكتابية فقط، التواريخ تقديرية). - اقتحام آشور للمنطقة، فقدت الدول والمدن استقلالها. |
| 732-539 قبل الميلاد (العصر الحديدي IIC)                     | الفترات الآشورية الحديثة والبابلية الحديثة | الإمبراطورية الآشورية الحديثة والإمبراطورية البابلية الحديثة                | عابر-ناري / إيهود | - 732 قبل الميلاد: أصبحت المنطقة تابعة للإمبراطورية الآشورية الجديدة تحت حكم تغلث فلاسر الثالث - إسرائيل بالاحتلال ويهودا بالتبعية. - 627 قبل الميلاد: موت آشوربانيبال وانتفاضة نبوبولاسر الناجحة تستبدل الإمبراطورية الآشورية الحديثة بالإمبراطورية البابلية الحديثة. - 609 قبل الميلاد: أصبحت المنطقة جزءًا من إمبراطورية الأسرة السادسة والعشرون في مصر بعد معركة مجدو (609 قبل الميلاد)، لتتراجع بعد معركة كركميش في 605 قبل الميلاد. - 587 - 6 ق.م: حارب نبوخذ نصر الثاني محاولة فرعون أبريس لغزو المنطقة. تم تدمير القدس في الغالب بما في ذلك الهيكل الأول، وتعرّض مواطنو المدينة البارزون للأسر البابلي (المصادر التوراتية فقط) |
| 539-332 قبل الميلاد                                         | الفترة الفارسية                            | الإمبراطورية الفارسية                                                       | عابر-ناري / يهود مديناتأ / فلسطين | - 539 قبل الميلاد: غزا كورش الكبير الإمبراطورية البابلية وأذن لليهود بالعودة إلى يهود مديناتأ. - 516 قبل الميلاد: بناء الهيكل الثاني. - 485-465 ق.م: مملكة خشايارشا الأول في بلاد فارس. |
| 332 - 37 قبل الميلاد                                        | الفترة الهلنستية                           | اليونان الهلنستية (الممالك البطلمية / السلوقية)، السلالة الحشمونية          | سوريا الجوفاء / فلسطين / السلالة الحشمونية / حلف المدن العشرة/ باراليا / عكا / خربة البرج (تل دور)                                            | - 332 قبل الميلاد: غزا الإسكندر الأكبر المنطقة من الإمبراطورية الفارسية. - 301 قبل الميلاد: غزا بطليموس الأول المنطقة من ورثة الإسكندر الأكبر. - 200 قبل الميلاد: غزا أنطيوخوس الثالث من سلالة السلوقيين المنطقة من سلالة البطالمة. - 167-160 قبل الميلاد: التمرد المكابي. - 160 - 63 قبل الميلاد: الحكم المستقل للحشمونيين. - 63 - 37 قبل الميلاد: التأثير الروماني والفرثي |
| 37 ق.م - 6 م                                                | الفترة الرومانية المبكرة                   | الجمهورية الرومانية / الإمبراطورية الرومانية                                | يهودا /الربعية الهيرودية / حلف المدن العشرة المحيط الإقليمي لسوريا، إيجبتوس                                                                   | - 37 قبل الميلاد: هيرودس الأول يستولي على السلطة في منطقة يهودا. - 19 قبل الميلاد: قام هيرودس الأول بتوسيع الهضبة الطبيعية للجبل الهيكل وإعادة بناء الهيكل. - 4 قبل الميلاد: وفاة الملك هيرودس. انقسمت المملكة الهيرودية إلى أنظمة رباعية تحت الحماية الرومانية. |
| 6 - 135 م                                                   | الفترة الرومانية المبكرة                   | الجمهورية الرومانية / الإمبراطورية الرومانية                                | يهودا (مقاطعة رومانية) / السامرة/ مملكة إدوم/ الجليل / حلف المدن العشرة                                                                       | - 6 م - تعداد كيرينيوس. تمرد يهوذا الجليل. - 66-73 م: الثورة اليهودية الكبرى. أدت إلى تدمير الهيكل اليهودي (70 م) وفتح مسعدة (73 م). - 115-119 بعد الميلاد: تمرد ضد تراجان يصل إلى مقاطعة يهودا، وهزم آخر المتمردين في اللد. - 130 بعد الميلاد: أمر الإمبراطور الروماني هادريان ببناء روماني وثني "كولونيا إيليا كابيتولينا" على أنقاض القدس. - 132-135 بعد الميلاد: ثورة بار كوخبا - ثالث تمرد كبير لليهود ضد الحكم الروماني. بعد فشل التمرد، قام الإمبراطور هادريان بتغيير اسم المحافظة من يهودا إلى "سوريا فلسطين" من أجل استكمال الانفصال بين المتمردين اليهود والمنطقة. |
| 135–324                                                     | الفترة الرومانية المتأخرة                  | الإمبراطورية الرومانية                                                      | سوريا فلسطين | - 260 م: ظهرت مملكة تدمر قصيرة العمر في بلاد الشام، وانفصلت عن الإمبراطورية الرومانية. - 272 بعد الميلاد: أعيد ربط إمملكة تدمر بالإمبراطورية الرومانية. استعادة سوريا فلسطين كمقاطعة رومانية. |
| 324–638                                                     | الفترة البيزنطية                           | الإمبراطورية البيزنطية                                                      | فلسطين الأولى وفلسطين الثانية | - 0326-335: تم بناء كنيسة المهد في بيت لحم، وتم بناء كنيسة باتر نوستر وكنيسة القيامة في القدس. - 425: حل السنهدرين اليهودي وإعدام آخر ناسي. - 484: اندلعت ثورة سامرية في نابلس بقيادة جوستا، لكن تم إخمادها. - 529: جوليانوس بن صبار يقود ثورة سامرية واسعة النطاق ضد البيزنطيين، وهزم بخسائر فادحة. - 556: اندلعت ثورة أخرى واسعة النطاق قام بها السامريون واليهود ضد البيزنطيين في قيصرية ماريتيما، لكنها هُزمت أيضًا. - 614: الغزو الفارسي بدعم من المتمردين اليهود. احتُلَّتِ القدس وأصبحت المركز الإداري للكومنولث اليهودي الساساني. - 628: عودة المنطقة للحكم البيزنطي. - 629: قتلُ ما يقرب من 150.000 يهودي، وطردهم البيزنطيون من القدس والجليل. |
| 638–1099                                                    | فترة الخلافة الإسلامية                     | الخلافة الراشدة والدولة الأموية والدولة العباسية والدولة الفاطمية           | جند فلسطين | - 638: فتح القدس من قبل جيوش الخلافة الراشدة في عهد الخليفة عمر بن الخطاب. - 661: فترة الدولة الأموية. - 750: أطاح العباسيون بالدولة الأموية. - 878: احتل الطولونيون فلسطين وسوريا مما مكنهم من الدفاع عن مصر ضد هجوم العباسيين. - 970: سيطرت الدولة الفاطمية الشيعية، وعينوا حاكمًا يهوديًا. - 1071: غزا السلاجقة الأتراك أجزاء كبيرة من غرب آسيا، بما في ذلك آسيا الصغرى وفلسطين. |
| 1099–1260                                                   | الفترة الصليبية والعصر الأيوبي             | الصليبيون والسلاجقة والأيوبيون                                              | جنوب بلاد الشام / مملكة بيت المقدس / الدول الصليبية/ فلسطين/ الأراضي المقدسة                                                                  | - 1099: الحملة الصليبية الأولى وتأسيس مملكة بيت المقدس. - 1187: معركة حطين بين قوات صلاح الدين الأيوبي والصليبيين. - 1191: الحملة الصليبية الثالثة بقيادة جيوش ريتشارد قلب الأسد. |
| 1260–1517                                                   | الفترة المملوكية                           | المماليك                                                                    | ولاية دمشق / جند فلسطين | - 1260: معركة عين جالوت بين المماليك والمغول التي وقعت في مرج ابن عامر. - 1291: فتح عكا مما أدى إلى خسارة الصليبيين لآخر معاقلهم الرئيسية في مملكة بيت المقدس. |
| 1517–1917                                                   | الفترة العثمانية                           | الدولة العثمانية                                                            | سوريا العثمانية / سوريا الجنوبية / أرز - إ - فلسطين                                                                                           | - 1517: احتلال جيوش السلطان التركي سليم الأول لفلسطين. - 1538-1535: قام سليمان القانوني بترميم قبة الصخرة في القدس وأسوار القدس (وهي الأسوار الحالية لمدينة القدس القديمة). - 1799: حصار عكا من قبل نابليون بونابرت (جزء من الحملة الفرنسية على مصر). - 1832-1840: غزو مصر للمنطقة من قبل جيوش إبراهيم محمد علي باشا. |
| 1917–1948                                                   | فترة الانتداب البريطاني                    | الإمبراطورية البريطانية                                                     | فلسطين الانتدابية | - 1917: الاحتلال البريطاني للمنطقة وبداية الانتداب البريطاني على فلسطين. - 1929: اندلاع ثورة البراق. - 1936: بداية الثورة العربية في فلسطين. - 29 نوفمبر 1947: قرار الأمم المتحدة بتقسيم فلسطين. |
| 1948 فصاعدًا                                                 | الفترة الحديثة                             | إسرائيل / مصر / الأردن / السلطة الوطنية الفلسطينية / حكومة حماس في قطاع غزة | إسرائيل / الضفة الغربية / قطاع غزة / الأراضي الفلسطينية / دولة فلسطين                                                                         | - 1948: وثيقة إعلان قيام دولة إسرائيل، وإدارة الأردن للضفة الغربية، وإدارة مصر لقطاع غزة، وتشكيل حكومة عموم فلسطين. - 1959: اتحدت مصر وسوريا وحكومة عموم فلسطين تحت اسم الجمهورية العربية المتحدة. - 1967: حرب الأيام الستة: احتلت إسرائيل قطاع غزة وشبه جزيرة سيناء من مصر، والضفة الغربية من الأردن. - 1973: حرب أكتوبر: هجوم مفاجئ من قبل تحالف من الدول العربية على إسرائيل في محاولة لاستعادة الأراضي التي فقدوها في حرب الأيام الستة. - 1979: معاهدة السلام المصرية الإسرائيلية التي أدت إلى انسحاب إسرائيل الكامل من شبه جزيرة سيناء. - 1993: اتفاقيات أوسلو، وإنشاء السلطة الوطنية الفلسطينية. - 1994: معاهدة السلام الأردنية الإسرائيلية. - 2005: خطة فك الارتباط الأحادية الإسرائيلية: تم إخلاء المستوطنات اليهودية في قطاع غزة. - 2007: إدارة قطاع غزة من قبل حكومة حماس. |